# NationsBank
NationsBank était une grande banque américaine basée à Charlotte en Caroline du Nord. Elle fusionna en 1998 avec Bank of America.

## Histoire
1874 : Commercial National Bank (CNB), l'ancêtre de la NationsBank, a commencé ses opérations à Charlotte
1957 : La Commercial National Bank a fusionné avec sa vieille rivale de Charlotte, l'American Trust Co pour former American Commercial Bank
1960 : American commercial a changé son nom en North Carolina National Bank (NCNB) après l'acquisition de la banque de Greensboro, Security National Bank
Au début des années 1970, le groupe se réorganise pour devenir NCNB Corporation.
1982 : NCNB se développe au-delà de la Caroline du Nord pour la première fois, en rachetant First National Bank of Lake City basé en Floride
1983 : Hugh McColl devient le PDG de NCNB.
1988 : NCNB Corporation achète la banque en faillite de Dallas First RepublicBank.
1991 : NCNB devient NationsBank après l'acquisition de C&S/Sovran Corp basé à Atlanta.
1993 : NationsBank acquiert la Maryland National Bank dont le siège est à Baltimore ainsi que la banque de Washington DC American Security Bank
1996 : NationsBank acquiert la banque de Saint Louis Boatmen's Bancshares pour $ 9.6 milliards. Avec cette acquisition elle devient la plus grande banque du sud des États-Unis, avec un actif de $ 225 milliards et 2.600 agences de la Caroline du Nord au Nouveau-Mexique.
1997 : NationsBank acquiert  la plus grande banque de Floride située à Jacksonville, la Barnett Bank, pour $ 15.5 milliards
1998 : Fusion avec BankAmerica.